# Gunnar Harding

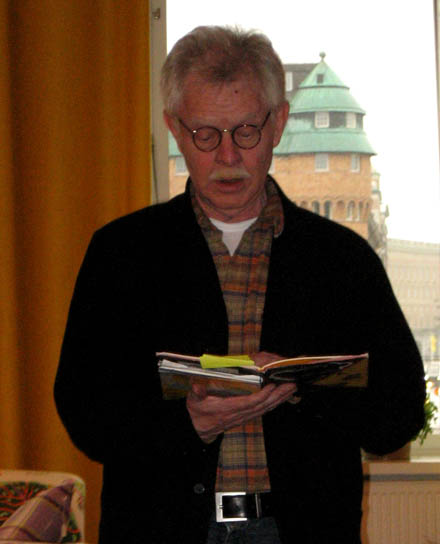
Uppläsning på Svenskt Tenn i Stockholm i oktober 2007.

Karl Gunnar Harding, född 11 juni 1940 i Sundsvall, är en svensk författare, poet, översättare och kritiker.

## Verksamhet
Gunnar Harding är uppvuxen i Bromma som son till läkaren Gösta Harding. Harding debuterade som poet 1967 med Lokomotivet som frös fast och har huvudsakligen varit verksam som lyriker. Vid sidan av detta har han skrivit mängder av essäer och ett fåtal berättelser.
Han har dessutom varit verksam som redaktör, dels för Lyrikvännen åren 1971–1974, dels för Artes under 1990-talet. Han är ledamot i Samfundet De Nio (stol nummer 5) sedan 1993 och deltog som svenskexpert i bibelkommissionens arbete med översättningen av Gamla Testamentet 1981–1989. 
Harding har haft stor betydelse som introduktör av utländsk modernism, framför allt fransk, amerikansk och brittisk lyrik. När han erhöll Elsa Thulin-priset för år 2013 löd juryns motivering: "För hans översättningspoetiska liv, som redan omspänner ett halvsekel. Det är ett samspel lika sirligt som svängigt mellan översättaren och poeten, forskaren och introduktören i en främst fransk-engelsk repertoar där Apollinaire, Byron, Cendrars och Donne bara bildar upptakten …"
Harding har också ett livligt intresse för jazz och läser gärna sin poesi med jazz som bakgrundsmusik.

### Översättningar
- 1966 – 4 poeter, översättningar och presentationer av Lawrence Ferlinghetti, Allen Ginsberg, Anselm Hollo och Lionel Kearns (Bok och Bild)
- 1969 – Amerikansk undergroundpoesi (Wahlström & Widstrand)
- 1970 – Vladimir Majakovskij: För full hals, tillsammans med Ulf Bergström (Wahlström & Widstrand)
- 1971 – Allen Ginsberg: Tårgas & Solrosor, tillsammans med Gösta Friberg (FIB:s Lyrikklubb)
- 1972 – Tom Raworth: Åååh vilken poesi i Miss Parrots fötter när hon visar hur man dansar tango (Inferi)
- 1974 – Anselm Hollo: Mannen i trädtoppshatt (Poesiförlaget)
- 1976 – Den vrålande parnassen, tillsammans med Bengt Jangfeldt (rysk avantgardepoesi)
- 1978 – O Paris – Apollinaire och hans epok i poesi, bild och dokument, med bidrag av bland andra Apollinaire, Max Jacob, Pierre Reverdy och Jean Cocteau (FIB:s Lyrikklubb/Tiden)
- 1985 – Vladimir Majakovskij: Jag!, tillsammans med Bengt Jangfeldt
- 1988 – Frank O'Hara: Till minne av mina känslor
- 1989 – Guillaume Apollinaire: Dikter till Lou, bilder av Olle Kåks
- 1995 – Är vi långt från Montmartre? : Apollinaire och hans epok i poesi, bild och dokument
- 1997 – En katedral av färgat glas : Shelley, Byron, Keats och deras epok (engelsk romantik)
- 1998 – 3 x New York, tolkningar av John Ashbery, Kenneth Koch och Ron Padgett
- 2000 – Och drog likt drömmar bort: Coleridge, Wordsworth och deras epok
- 2002 – Där döda murar står: Lord Byron och hans samtida
- 2005 – Beat! (poesi och prosa från beatgenerationen, tillsammans med Per Planhammar)
- 2006 – Mina Loy: Baedeker för månresenärer
- 2007 – Catullus: Dikter om kärlek och hat, urval och översättning tillsammans med Tore Janson (Wahlström & Widstrand)
- 2012 – John Donne: Skabrösa elegier och heliga sonetter (Ellerströms)
- 2017 - Horatius: Plocka din dag (Wahlström & Widstrand) (tillsammans med Tore Janson)
- 2019 - Walt Whitman: Jag hör Amerika sjunga (Ellerströms)

## Diskografi
- 1982 – Jazz och Poesi med Sumpens Swingsters (LP med texthäfte)

## Priser och utmärkelser
- 1975 – Tidningen Vi:s litteraturpris
- 1987 – Stipendium ur Lena Vendelfelts minnesfond
- 1988 – Carl Emil Englund-priset för Stjärndykaren
- 1992 – Bellmanpriset
- 1995 – Svenska Dagbladets litteraturpris
- 2000 – Wahlström & Widstrands litteraturpris
- 2001 – Ferlinpriset
- 2001 – Övralidspriset
- 2002 – Letterstedtska priset för översättningar för Och drog likt drömmar bort: Coleridge, Wordsworth och deras epok
- 2004 – Sveriges Radios Lyrikpris
- 2008 – Litteris et Artibus
- 2010 – Karlfeldt-priset
- 2011 – Doblougska priset
- 2013 – Elsa Thulins översättarpris